# Топонимия Индии

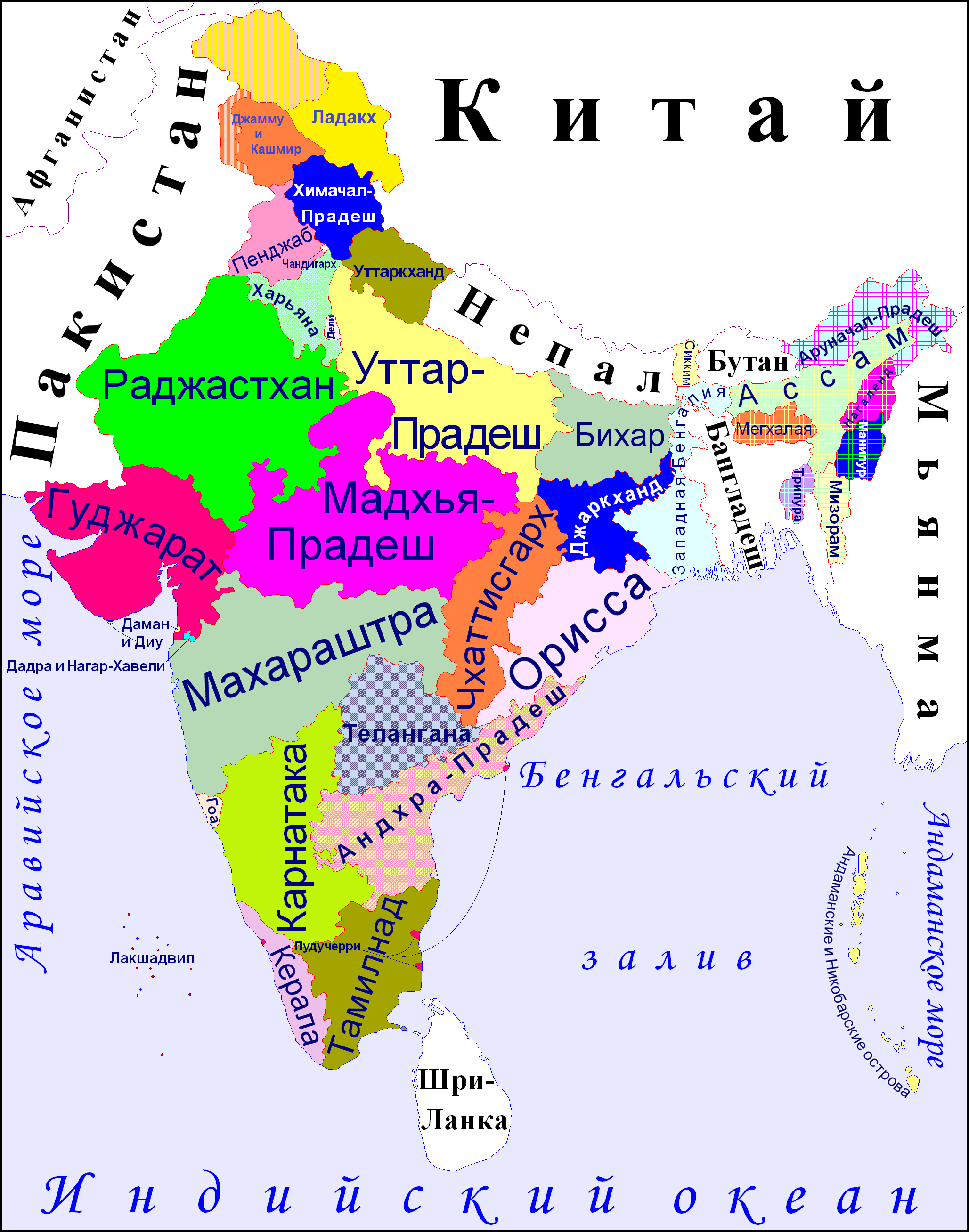
Административное деление Индии

Топонимия Индии — совокупность географических названий, включающая наименования природных и культурных объектов на территории Индии. Структура и состав топонимии обусловлены такими факторами, как состав населения и языковая картина, специфика исторического развития и географическое положение.

## Название страны
Официальное название страны — Республика Индия, происходит от древнеперсидского слова хинду, родственного санскритскому синдху (санскр. सिन्धु) — исторического названия реки Инд. Древние греки называли индийцев индои (др.-греч. Ἰνδοί) — «люди Инда». Конституция Индии устанавливает название на хинди, официальном языке страны — Бхарат (хинди भारत), которое происходит от санскритского имени древнеиндийского царя, история которого была описана в «Махабхарате». Со времён империи Великих Моголов использовалось также название Хиндустан, но официального статуса оно не имеет.

## Формирование и состав топонимии
Топонимия Индии относится к одним из наиболее сложных и одновременно слабо изученных в мире, что обусловлено рядом причин: огромной этнической и лингвистической пестротой населения (в стране насчитывается 415 живых языков, в том числе 23 официальных) и сложной многотысячелетней историей. По оценке В. А. Жучкевича, в топонимии Индии можно выделить 5 основных слоёв:
- древнейший, происхождение которого до конца не установлено. По оценкам индийских исследователей, древнейшими обитателями Индии могли быть чернокожие народы, остатки которых сохранились на некоторых островах Андаманского архипелага;
- топонимы австронезийских народов, которые пришли на смену предыдущим;
- дравидские топонимы — от дравидов, обитающих и поныне в южной части страны;
- топонимы индоарийских народов, говоривших на санскритских языках, которые составляют в настоящее время большинство населения страны;
- новоиндийские названия[4].

Помимо вышеуказанных, в стране встречаются топонимы самого разного происхождения:английские, тибето-бирманские (встречаются главным образом на севере Ассама), иранские (пуштунские, белуджские) и другие. Что касается передачи индийских топонимов на русский язык, большая часть из них на картах отображена с искажениями. Это вызвано тем обстоятельством, что русскоязычные карты создавались на базе английских, поэтому каждый топоним искажался дважды — сначала при передаче с национального языка на английский, а затем — с английского на русский.
К древнейшим санскритским топонимам относят Инд, Кашмир, Пенджаб, Синд, Мекран, Гуджарат, Котьявар, Ганг, Брахмапутра, Нарбада, Билгрим, Сринагар, Чандернагор и т. д..
Примеры дравидских названий — Пудуккотай, Арунуккотай, Пилоямкотай, Девакотай и др. (формант -котта употребляется в значении «крепость»). Для иранских топонимов характерно окончание -абад («город»): Хайдарабад, Аурангабад, Низамабад, Ахмадабад и др. В числе иранских оронимов — Тирич-Мир, Нанга-Деви, Нанга-Парбат, Додрел, Зингар и т. д..
Примеры английских названий — Дайамондхарбор, Барейри, Эверест (Джомолунгма) и т. д., их осталось очень немного.
Одни и те же географические объекты Индии в разное время назывались по-разному, что вносит дополнительные проблемы в адекватное отображение топонимии на картах. Так, город Удджайн в штате Мадхья-Прадеш на протяжении своей истории носил названия Падмавати, Кушастхали, Бхагавати, Хараньявати, Кандакатринга, Кудумвати, Пратикалпа и Вишала. Нью-Дели также сменил за свою историю больше десяти названий, город Бенарес именовался Кашья, затем — Варанаси, и лишь потом — Бенарес и т. д..
Для новоиндийских топонимов характерно использование формантов -пур («город») и -гарх («село»), в стране насчитывается более 500 названий с -пур и более 100 с -гарх: Биласпур, Шахджаванпур, Майнпур, Лакхимпур, Джаунпур, Газипур, Навалгарх, Райгарх, Джунагарх, Сринагар и др..
На крайнем севере страны нередки тибетские топонимы — Лхунци, Чомалхари, Линцгун, Шайок, Танксё и др..